# 蒲长城
蒲长城（1952年—），陕西绥德人，汉族，中华人民共和国政治人物、第十二届全国人民代表大会陕西地区代表。
毕业于杭州大学英语专业。加入中国共产党。2013年至2013年7月，担任国家质量监督检验检疫总局副局长、党组成员。